# Enrique Zuazua Iriondo
Enrique Zuazua Iriondo (Eibar, Guipúscoa, 28 de setembre de 1961), és Catedràtic de Matemàtica Aplicada de la Universitat Autònoma de Madrid (UAM) des de 2001 i, des de 2016, Director de la Càtedra de Matemàtica Computacional del Centre de Recerca DeusTotech de la Universitat de Deusto.

## Biografia
Després de realitzar la EGB en la Ikastola i el Col·legi La Salle d'Eibar, va cursar el batxillerat en la Universitat Laboral d'aquesta mateixa localitat. El 1984 es va llicenciar en Ciències Matemàtiques per la Universitat del País Basc/Euskal Herriko Unibertsitatea (UPV/EHU), obtenint posteriorment el Doctorat per aquesta Universitat el 1987, en tots dos casos amb el Premi Extraordinari de la Facultat. El 1988 es va doctorar per la Universitat Pierre i Marie Curie, on els seus estudis van ser finançats per una beca doctoral del Govern Basc i una “Allocation de Recherche” de la Càtedra de Jacques-Louis Lions en el “Collège de France”.

## Trajectòria universitària
Durant el curs 1987-1988 va ser Professor Associat de la Universitat del País Basc/Euskal Herriko Unibertsitatea (UPV/EHU) i després Professor Titular d'Anàlisi Matemàtica de la Universitat Autònoma de Madrid. El 1990 va obtenir una Càtedra de Matemàtica Aplicada en la Universitat Complutense de Madrid on va ser Director de la Secció Departamental de la Facultat de Químiques i del Departament de Matemàtica Aplicada. En 2001 es va traslladar a la Universitat Autònoma de Madrid per ocupar una Càtedra d'Excel·lència de Matemàtica Aplicada.
Al setembre de 2008 va fundar, com a Director Científic, el Centre BCAM - Basque Center for Applied Mathematics, impulsat pel Govern Basc amb l'objecte de promoure la recerca en els aspectes més computacionals, aplicats i multidisciplinaris de les Matemàtiques, i on va dirigir l'equip de recerca "Partial Differential Equations, Control and Numerics" en la seva qualitat de Distinguished Ikerbasque Professor de la Fundació Basca per a la Ciència Ikerbasque. Al setembre de 2015 va reprendre les seves activitats com a Catedràtic de Matemàtica Aplicada d'Universitat Autònoma de Madrid (UAM). Al setembre de 2016 es va incorporar al centre DeustoTech de la Universitat de Deusto on dirigeix la Càtedra de Matemàtica Computacional.
Ha estat Professor Visitant de diversos centres estrangers entre els quals cal esmentar el Courant Institute a Nova York  i les Universitats de Minnesota i Rice als EUA, la Universitat Federal de Rio de Janeiro i el Laboratório Nacional de Computação Científica (LNCC) a Brasil, l'Isaac Newton Institute de Cambridge  Arxivat 2018-03-08 a Wayback Machine. i diverses Universitats franceses, entre elles la Universitat Pierre i Marie Curie, Universitat de París-Sud, Universitat de Versalles, Universitat d'Orleans, Universitat de Tolosa de Llenguadoc, Universitat niçarda i la Escola Politècnica de París, on va ser Professor Col·laborador durant quatre cursos acadèmics.
En l'actualitat és Professor Visitant del Laboratoire Jacques-Louis Lions de la Université Pierre et Marie Curie de París finançat pel projecte ICON de l'ANR.

## Recerca
Els seus camps d'especialització, en l'àmbit de la Matemàtica Aplicada, abasten les Equacions en Derivades Parcials, el Control de Sistemes i l'Anàlisi Numèrica, temes interrelacionats entre si i que tenen com a objectiu final modelitzar, analitzar, simular computacionalment i, finalment, contribuir al control i disseny dels més diversos fenòmens de la Naturalesa i del R+D+i.
Ha dirigit vint-i-quatre tesis doctorals i els seus antics deixebles ocupen ara posats en centres disseminats per tot el món: Brasil, Xile, Xina, Espanya, Mèxic, Romania, Estats Units… Ha desenvolupat una intensa labor de cooperació internacional havent impulsat programes de col·laboració amb diversos països d'Amèrica Llatina, Portugal, el Magrib, Xina i Iran entre d'altres.
Ha impartit conferències convidades en nombrosos Congressos Internacionals i Colloquia de tot el món entre els quals cal destacar el “Second European Congress of Mathematics", Budapest, 1996, ECCOMAS 2004 en Jyväskylä (Finlàndia), el Congrés SMAI2005 a Evian (França), el FoCM2005 en Santander, el ENUMATH2005 de Santiago de Compostel·la, el “International Congress of Mathematicians (ICM)", Madrid, 2006 i el EQUADIFF 2007 de Viena (Àustria), la von Mises Lecture d'Universitat de Humbolt, Berlín, en 2008, la "Giornata INdAM", Turin, 2009, el Congrés "SIMAI2010", Càller en 2010, l'"Aachen Conference on Computational Engineering Science", Aquisgrà, 2011 o el Congrés "PASI-CIPPDE-2012" a Santiago de Xile en 2012. Així mateix ha impartit nombrosos cursos monogràfics de recerca en diversos Centres tant nacionals com a estrangers (Portugal, Brasil, Egipte, Algèria, República Txeca, Romania, Japó, Mèxic, Perú, França, Espanya, Itàlia, Veneçuela, Xina, el Marroc, Índia, Finlàndia, Xile, Senegal, i Turquia. Ha participat i participa en el Comitè Científic de diversos esdeveniments internacionals entre els quals cal esmentar el Comitè Internacional de Programa del ICM2006.
Ha estat Investigador Principal de projectes del Pla Nacional espanyol i coordinador de nodes de projectes europeus i OTAN des de 1990. Va ser investigador coordinador impulsor del Projecte Consolider Mathematica i-math del Programa Consolider-Enginy 2010 (2007-2011) i del projecte SIMUMAT de la Comunitat de Madrid (2006-2009). Ha col·laborat en el desenvolupament de projectes industrials amb, entre d'altres, les empreses Airbus Operations SL i el Grup Arteche. Durant el període 2010-2014 va ser l'Investigador Principal del Advanced Grant de la European Research Council (ERC) - NUMERIWAVES Arxivat 2018-03-10 a Wayback Machine. i des d'octubre del 2016 de DYCON. Ha estat també membre del grup promotor de l'Institut Mixt de Ciències Matemàtiques ICMAT del consorci integrat pel Consell Superior d'Investigacions Científiques (CSIC) i les universitats madrilenyes Universitat Autònoma de Madrid (UAM), Universitat Carles III de Madrid (UC3M) i Universitat Complutense de Madrid (UCM), i de l'IMDEA (Institut Madrileny d'Estudis Avançats) en Matemàtiques.
És, en col·laboració amb Xu Zhang (Sichuan University, Chengdu, Xina) redactor cap de la Revista  Mathematical Control and Related Fields Arxivat 2017-09-11 a Wayback Machine., i membre del Comitè Editorial d'altres revistes entre les quals cal esmentar “ESAIM:COCV", "Journal de Mathématiques pures et appliquées", “Mathematical Models and Methods in Applied Sciences”, “Numerische Mathematik”, “Systems and Control Letters”, "Journal of Differential Equations", “Asymptotic Analysis” i “Journal of Optimization Theory and Applications”. Forma part així mateix del Comitè Editorial de les Col·leccions "Mathématiques et Applications" de SMAI - Springer i "Modeling, Simulation and Applications" de Springer, coordinada per Alfio Quarteroni i dirigeix la sèrie BCAM SpringerBriefs.
Ha estat Gestor del Programa de Matemàtiques del Pla Nacional (2001-2004) i dirigit i participat en diversos panells internacionals del CNRS, ANR, AERES, IUF i INRIA francesos i la DFG alemanya, entre altres agències. Presideix així mateix el Panell A de els "Advanced Grants” de Matemàtiques de la European Research Council (ERC). Pertany al Comitè Científic de diversos Instituts i Fundacions com el CUMP de Porto (Portugal), la "Fondation Mathématique Jacques Hadamard" , el CERFACS de Tolosa de Llenguadoc, el Centre de Ciències Pedro Pascual de Benasc, de la Càtedra UNESCO “Mathématiques et Developpement” coordinada per M. Jaoua i del CIMPA (Centre International de Mathématiques Pures et Appliquées) niçard  Arxivat 2006-12-05 a Wayback Machine. que presideix.

## Premis i distincions
La seva obra ha tingut una important repercussió, ha estat reconegut com a “Highly Cited Researcher" per l'Institut ISI (Thompson) en 2004. Ha estat guardonat amb el Premi Euskadi de Ciència i Tecnologia en la seva edició 2006 i ha estat nomenat membre de nombre de la Jakiunde, Acadèmia de les Ciències, les Arts i de les Lletres del País Basc. Així mateix forma part del Consell Executiu d'Innovació Tecnològica de Innobasque, l'agència basca per a la innovació. Ha estat guardonat amb el Premi Nacional d'Investigació Julio Rey Pastor en “Matemàtiques i Tecnologies de la Informació i Comunicació” que el 15 de gener de 2008 va rebre del Rei Joan Carles juntament amb els altres guardonats de les altres disciplines (Juan Ignacio Cirac Sasturain, Carlos Duarte Quesada, Luis Antonio Oro Giral i Daniel Ramón Vidal).
El seu article "On the optimality of the observability inequalities for parabolic and hyperbolic systems with potentials", en col·laboració amb Thomas Duyckaerts i Xu Zhang, publicat a Ann. Inst. H. Poincaré Anal. Non Linéaire 25 (2008), no. 1, pp. 1–41, ha rebut el Premi 2008 al millor article de l'any en aquesta revista.
En 2013 va ser guardonat en el marc del Programa "Recherche in Paris" de l'Ajuntament de París  Arxivat 2013-07-20 a Wayback Machine., una Càtedra d'Excel·lència del CIMI - Centre International de Mathématiques et Informatique de Tolosa de Llenguadoc  Arxivat 2021-02-24 a Wayback Machine. i una Humboldt Research Award  Arxivat 2018-02-05 a Wayback Machine. amb l'objecte de col·laborar amb l'equip de recerca dirigit pel Professor Günter Leugering de la Universitat "Friedrich-Alexander-Universität Erlangen-Nürnberg".
En 2014 va ser nomenat Doctor Honoris causa per la Université de Lorraine a França  i en 2015 membre de nombre de l'Academia Europaea i Ambaixador de la Friedrich Alexander Universität, Erlangen-Nürnberg.

## Divulgació
També ha realitzat diversos treballs de divulgació científica pels quals, en particular, ha obtingut en dues ocasions el Premi de la Societat Espanyola de Matemàtica Aplicada (SEMA) a la Divulgació en Matemàtiques. Els seus articles en aquest àmbit han estat publicats en diverses revistes entre les quals cal destacar ARBOR, CIC-Network, SIGMA, DIVULGAMAT, La Gaseta de la Reial Societat Matemàtica Espanyola (RSME) i Trasatlántica d'Educació. Ha estat també el fundador del blog “Matemàtiques i les seves Fronteres” del NotiWeb Madrid+d. És membre de les societats RSME i SEMA havent format part de varis dels seus comitès i en l'actualitat del Comitè Editorial del SEMA Journal.
En el període 2009-2015 va col·laborar amb l'emissora de radi Onda Basca i el periodista Xabier Lapitz en un programa matinal quinzenal de divulgació de les Matemàtiques i les seves interaccions. En el període 2014-2015 també va col·laborar setmanalment juntament amb el Professor Jon Sarasua al Programa "Faktoria" de la Ràdio Basca "Euskadi Irratia-EITB" en el qual, en llengua basca, es reflexiona sobre diversos temes del món de la cultura i durant el curs 2015-2016 al programa "Boulevard Magazine" de Radi Euskadi.
En l'actualitat col·labora al programa "Ahoz Aho" de la televisió basca EITB en el qual s'aborden juntament amb altres científics, temes relacionats amb les Matemàtiques i el seu impacte social en llengua basca.
És així mateix l'autor de les columnes "Matemanías" i "cons-CIÈNCIA" en el diari Deia i en el Setmanal Zazpika  respectivament.